# Luis del Castillo Estrada
Luis del Castillo Estrada SJ (* 21. Juni 1931 in Montevideo, Uruguay) ist emeritierter Bischof von Melo.

## Leben
Luis del Castillo Estrada trat der Ordensgemeinschaft der Jesuiten bei und empfing am 30. Juli 1966 die Priesterweihe.
Papst Johannes Paul II. ernannte ihn am 9. April 1988 zum Titularbischof von Tarasa in Numidia und zum Weihbischof in Montevideo. Die Bischofsweihe spendete ihm der Erzbischof von Montevideo, José Gottardi Cristelli SDB, am 11. Juni desselben Jahres; Mitkonsekratoren waren Carlos Parteli Keller, emeritierter Erzbischof von Montevideo, und Orlando Romero Cabrera, Weihbischof in Montevideo.
Am 21. Dezember 1999 berief Papst Johannes Paul II. ihn zum Bischof von Melo. Am 13. Juni 2009 nahm Papst Benedikt XVI. sein aus Altersgründen vorgebrachtes Rücktrittsgesuch an.